# Cristian Diaconescu
Cristian Diaconescu (ur. 2 lipca 1959 w Bukareszcie) – rumuński polityk, prawnik i dyplomata, minister sprawiedliwości w 2004, minister spraw zagranicznych w latach 2008–2009 i w 2012.

## Życiorys
W 1983 ukończył prawo na Uniwersytecie Bukareszteńskim, w 2007 na tej samej uczelni uzyskał doktorat w zakresie nauk prawnych. W latach 1983–1989 był sędzią w Bukareszcie. Od 1982 był członkiem Rumuńskiej Partii Komunistycznej.
Od 1989 do 1990 pełnił funkcję inspektora w Ministerstwie Sprawiedliwości. W 1990 rozpoczął pracę w Ministerstwie Spraw Zagranicznych. W latach 1990–1996 pracował kolejno jako dyplomata w rumuńskiej stałej misji przy OBWE (1990–1993}, w sekcji ds. współpracy polityczno-wojskowej z OBWE rumuńskiego MSZ (1993–1995), a następnie w stałej misji przy organizacjach międzynarodowych w Wiedniu (1995–1996). W 1997 stanął na czele departamentu ds. OBWE oraz współpracy z organizacjami subregionalnymi w MSZ. W 1998 został dyrektorem departamentu ds. sądowych i konsularnych, pozostając na tym stanowisku do 2000. Od maja do grudnia 2000 pełnił funkcję zastępcy sekretarza Organizacji Współpracy Gospodarczej Państw Morza Czarnego.
Od grudnia 2000 do stycznia 2004 był sekretarzem stanu ds. stosunków dwustronnych w MSZ, a od stycznia do marca 2004 sekretarzem stanu ds. europejskich. Od 10 marca 2004 do 28 grudnia 2004 zajmował stanowisko ministra sprawiedliwości w gabinecie premiera Adriana Năstase. W 2004 uzyskał mandat senatora z ramienia Partii Socjaldemokratycznej (PSD). W wyższej izbie rumuńskiego parlamentu przewodniczył komitetowi obrony, porządku publicznego i bezpieczeństwa narodowego. W 2002 został członkiem PSD, a w 2005 jednym z jej wiceprzewodniczących.
1 czerwca 2008 Cristian Diaconescu wziął udział w wyborach na urząd burmistrza Bukaresztu. Zajął w nich trzecie miejsce z wynikiem 12,3% głosów, za Vasile Blagą z Partii Demokratyczno-Liberalnej (29,6%) oraz niezależnym Sorinem Oprescu (30,1%). W wyborach parlamentarnych w tym samym roku uzyskał reelekcję do Senatu.
22 grudnia 2008 objął stanowisko ministra spraw zagranicznych w gabinecie premiera Emila Boca.
1 października 2009 Partia Socjaldemokratyczna opuściła szeregi koalicji rządowej z powodu odwołania przez Emila Boca wicepremiera i ministra spraw wewnętrznych Dana Nicy. Tego samego dnia do dymisji podali się wszyscy ministrowie wywodzący się z PSD w tym również Cristian Diaconescu. Funkcję tymczasowego ministra spraw zagranicznych dotychczasowy minister sprawiedliwości Cătălin Predoiu.
W lutym 2010 zrezygnował z członkostwa w PSD, pozostając senatorem niezależnym. W tym samym roku wstąpił do nowo powstałego Narodowego Związku na rzecz Postępu Rumunii (UNPR), obejmując w nim funkcję honorowego przewodniczącego. W lutym 2011 został jednym z wiceprzewodniczących Senatu. 24 stycznia 2012 ponownie objął stanowisko ministra spraw zagranicznych. Zastąpił Teodora Baconschiego zdymisjonowanego za jego komentarz na temat wystąpień społecznych przeciwko polityce oszczędnościowej rządu. Urzędował do 7 maja tegoż roku, kiedy to władzę przejęły ugrupowania opozycyjne, współtworząc gabinet Victora Ponty.
Jeszcze w tym samym miesiącu został doradcą prezydenta Traiana Băsescu. Zrezygnował z mandatu senatora, a wkrótce także z członkostwa w UNPR, która to partia stała się koalicjantem przeciwnych prezydentowi socjaldemokratów. Pełnił funkcję szefa kancelarii prezydenckiej.
W 2014 dołączył do Partii Ruchu Ludowego (PMP). Miał być kandydatem tej formacji w wyborach prezydenckich, następnie deklarował start jako kandydat niezależny. Ostatecznie wycofał się, udzielając poparcia liderce PMP Elenie Udrei. W marcu 2021 został nowym przewodniczącym Partii Ruchu Ludowego, znajdującej się wówczas poza parlamentem. Został usunięty z tej funkcji w lutym 2022, w następnym miesiąc wykluczono go z partii.
W 2024 wystartował jako kandydat niezależny w wyborach prezydenckich. W pierwszej turze otrzymał 3,1% głosów, zajmując 8. miejsce spośród 14 zarejestrowanych pretendentów. Proces wyborczy został jednak w całości unieważniony przed drugą turą; Cristian Diaconescu nie wystartował w kolejnych wyborach w 2025.